# Еспен Сандберґ
Еспен Сандберґ (норв. Espen Sandberg; нар. 16 червня 1971, Саннефіорд, Норвегія) — норвезький режисер та продюсер. Його стрічка «Кон-Тікі» була серед номінованих як найкращий фільм іноземною мовою на «Оскар» та «Золотий глобус».

## Життєпис
Еспен Сандберґ народився 16 червня 1971 року в Саннефіорд, Норвегія. У 1994 році, закінчив Стокгольмський кіношколу. Разом зі своїм другом дитинства Йоахімом Роннінґом займався зйомкою роликів для телебачення, після чого створив разом з ним спільну компанію Roenberg. Після ряду успішних робіт на батьківщині, також знімав рекламу для різних зарубіжних продуктів.
У 2006 році разом з Гоакімом Роннінґом знімає комедію «Бандитки» з Пенелопою Крус і Сальмой Гайєк в головних ролях. У 2008 році Сандберґ виступив режисером фільму «Макс Манус: Людина війни».
У 2012 році Сандберґ разом з Роннінґом зняв самий касовий норвезький фільм за всю історію «Кон-Тікі», про експедицію Тура Геєрдала. Фільм був номінований на Оскар як Найкращий фільм іноземною мовою.
Після виробництва «Кон-Тікі» Сандберґ разом з Роннінґом розпочав виробництво п'ятої частини з серії фільмів «Пірати Карибського моря» «Пірати Карибського моря: Помста Салазара».

## Фільмографія
| Рік  | Назва                                      | Роль                        | Примітки |
| ---- | ------------------------------------------ | --------------------------- | --- |
| 1997 | Даґ 1                                      |                             | Короткометражний фільм |
| 2006 | «Бандитки»                                 | Режисер                     | |
| 2008 | «Макс Манус: Людина війни»                 | Режисер                     | Номінований на премію «Аманда» як найкращий режисер (спільно з Йоахімом Реннінґом) |
| 2012 | «Кон-Тікі»                                 | Режисер                     | (Премії та номінації спільно з Йоахімом Реннінґом) Міжнародний кінофестиваль Палм-Спрінґс Nominated- Премія «Оскар» за найкращий фільм іноземною мовою Номінований — Премію «Аманда» за найкращу режисуру Номінований — Премія «Золотий глобус» за найкращий фільм іноземною мовою Номінований — Премія «Супутник» за найкращий фільм іноземною мовою. |
| 2012 | «Seile sin egen sjø»                       |                             | Документальний фільм |
| 2014 | Марко Поло                                 | Режисер Виконавчий продюсер | Телесеріал |
| 2017 | «Пірати Карибського моря: Помста Салазара» | Режисер                     | |
| 2019 | «Амундсен (фільм)»                         | Режисер                     | |